# کابوتا ۸۹۳۰
سیارک ۸۹۳۰ (به انگلیسی: 8930 Kubota، نامگذاری:1997AX3) هشت هزار و نهصد و سیمین سیارک کشف شده‌است که در ۶ ژانویه ۱۹۹۷ کشف شد.
قدر مطلق سیارک برابر ۱۹.۵ است.